# Katolickie Stowarzyszenie Młodzieży
Katolickie Stowarzyszenie Młodzieży – ogólnopolskie stowarzyszenie skupiające młodych katolików świeckich w wieku 14–30 lat, działające na terenie całej Polski.
Stowarzyszenie pozostaje pod zwierzchnim kierownictwem Konferencji Episkopatu Polski, która czuwa nad jego formacją i działalnością przez generalnego asystenta kościelnego. W swoich ideach, zadaniach i sposobach działania jest kontynuatorem Katolickiego Stowarzyszenia Młodzieży Męskiej i Katolickiego Stowarzyszenia Młodzieży Żeńskiej, będących przed II wojną światową częścią Akcji Katolickiej, uwzględniając potrzeby obecnej katolickiej młodzieży polskiej. Wspólnota ta w pełni posiada prawną osobowość kościelną i cywilną.

## Historia
KSM zostało powołane podczas krajowego zjazdu Akcji Katolickiej w Krakowie w dniu 5 lutego 1934, na którym postanowiono ujednolicić jednostki wchodzące w jej skład. Decyzją Prezydium Zjazdu powołano na wzór włoski m.in. dwie organizacje młodzieżowe: Katolickie Stowarzyszenie Młodzieży Męskiej (KSMM) i Katolickie Stowarzyszenie Młodzieży Żeńskiej (KSMŻ), oba z siedzibą w Poznaniu. Obie organizacje prowadząc działalność religijną, kulturalno-oświatową, charytatywną i społeczno-patriotyczną pod hasłem „Budujmy Polskę Chrystusową” szybko przyciągnęły w latach trzydziestych rzesze nowych członków. Tuż przed wybuchem II wojny światowej obie organizacje liczyły ich łącznie ponad 250 tysięcy.

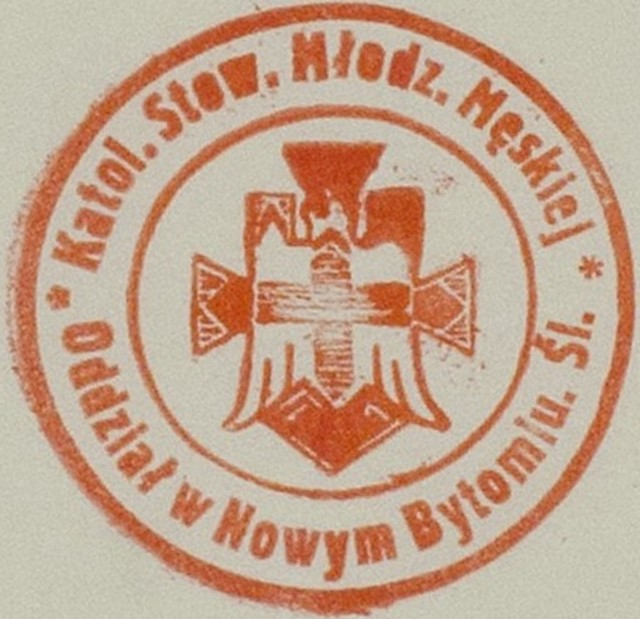
Przedwojenna pieczęć KSM w Nowym Bytomiu.

Liczne pisma wydawane przez młodzież szkolną w II Rzeczypospolitej, stanowiły jeden z elementów procesu wychowawczego. Oprócz dużych miast, gdzie działały bardziej znaczące szkoły, pisma takie ukazywały się także w mniejszych ośrodkach. W diecezji chełmińskiej różne katolickie organizacje młodzieżowe działały już przed pierwszą wojną światową, jednak dopiero od 1921 r. zaczęła tworzyć się jednolita struktura, obejmująca siecią organizacyjną całą diecezję. Ideologia Stowarzyszenia Młodzieży Polskiej uzupełniała, rozwijała i utrwalała te wartości, które zaszczepił w młodych ludziach Kościół. Od początku istnienia Stowarzyszenie wyznaczyło sobie za cel wychowanie młodzieży w duchu katolickim i narodowym, pomijając w swej działalności wszelkie sprawy polityczne i wpływy partyjne. Po utworzeniem w 1926 r. Generalnego Sekretariatu dla pomorskich stowarzyszeń młodzieży, nastąpiło znaczne ożywienie działalności organizacyjnej wśród katolickiej młodzieży w powiecie świeckim. W 1934 r. Katolickie Stowarzyszenie Młodzieży Męskiej w powiecie świeckim liczyło 30 oddziałów i 997 członków, natomiast Katolickie Stowarzyszenie Młodzieży Żeńskiej liczyło 25 oddziałów i 783 członkiń.
W Świeciu nad Wisłą uczniowie gimnazjum zaczęli wydawać od 13 stycznia 1931 r. miesięcznik „Gregorianum”, który ukazywał się do 1939 r. Opiekunem grupy młodych osób tworzących pisemko był ksiądz Maksymilian Dunajski. Na łamach „Gregorianum” przedstawiano aktualne sprawy z działalności gimnazjum, przede wszystkim wyniki w kształceniu, działalność licznych kół zainteresowań, wyniki wyborów do samorządu szkolnego, przebieg i rezultaty różnorodnych zawodów sportowych. Swoje miejsce zajmowała również tematyka religijna. Prezentowane zagadnienia poruszały życie religijne miasta i powiatu oraz lokalnych organizacji i stowarzyszeń katolickich.
Po zakończeniu II wojny światowej komunistyczne władze PRL odmówiły ponownej rejestracji KSMM poza terenem archidiecezji poznańskiej i krakowskiej oraz KSMŻ na terenie całego kraju. Ostatecznie 7 lutego 1953 zdelegalizowano również KSMM a członków organizacji działających w podziemiu represjonowano. Najdotkliwsze represje dotknęły członków KSMM – Michała Kowalika i Edwarda Chachlicę, których w procesie Kurii Krakowskiej skazano 27 stycznia 1953 na karę śmierci. Wyroki te zamieniono później na dożywocie a skazani opuścili więzienie na mocy amnestii w roku 1956.
Pomimo delegalizacji organizacje kontynuowały swoją podziemną działalność. Spotkania członków organizacji prowadził m.in. ks. kard. Karol Wojtyła – wcześniejszy asystent KSMM w Niegowici, a następnie w parafii św. Floriana w Krakowie.
Reaktywacji związków dokonała 10 października 1990 Konferencja Episkopatu Polski, wydając dekret powołujący do życia KSM jako organizację ogólnopolską i nadając jej osobowość prawną kościelną. 12 lutego 1993 dokonano rejestracji stowarzyszenia KSM nadając mu również osobowość prawną cywilną.
8 października 2005 na Jasnej Górze odbyło się spotkanie oddziałów KSM z całej Polski z okazji 15-lecia reaktywowania stowarzyszenia.
W 2020 KSM rozpoczęło coroczne przyznawanie Orderu im. ks. Antoniego Sołtysika, którym uhonorowano Leszka Bodusa, ks. Zbigniewa Kucharskiego, Teresę Moskal, Antoniego Spyrę i Elżbietę Szklarczyk, a w 2021 – Piotra Mazurka, Renatę Hasiuk i ks. Stanisława Chodźko.

## Członkowie
W Polsce KSM istnieje w 41, a więc niemal wszystkich diecezjach. W 2008 gromadziło 30 tys. młodych w ok. 2 tys. oddziałów i kół, a w 2019 ok. 20 tys. członków zrzeszonych w ok. 1000 oddziałów parafialnych i kół środowiskowych.

## Struktura Katolickiego Stowarzyszenia Młodzieży w diecezjach
Najwyższą władzę w diecezji sprawuje Zjazd Diecezjalny. Organami władzy są Zarząd Diecezjalny, a także Komisja Rewizyjna, wybierane na 2-letnią kadencję. W podejmowaniu najważniejszych decyzji pomocą służą również prezesi oddziałów i kół parafialnych. W parafiach funkcjonują oddziały stowarzyszenia, na czele których występuje kierownictwo – prezes, sekretarz, ich zastępcy oraz skarbnik. Opiekę duchową nad młodymi sprawuje ksiądz asystent oddziału.

## Władze stowarzyszenia
Podczas Ogólnopolskiej Sesji Zarządów i Krajowej Rady Katolickiego Stowarzyszenia Młodzieży w dniach 23-25 lutego 2024 roku w Gnieźnie wybrano nowe władze Prezydium Krajowej Rady KSM oraz członków Krajowej Komisji Rewizyjnej.

### Prezydium Krajowej Rady KSM
Źródło:
- Gabriela Kleczkowska (Diecezja Ełcka) - Przewodniczący
- Katarzyna Szczepanik (Archidiecezja Lubelska) – Zastępca Przewodniczącego
- Jan Cytryński (Archidiecezja Gnieźnieńska) – Zastępca Przewodniczącego
- Barbara Kuchta (Diecezja Drohiczyńska) – Skarbnik
- Magdalena Żelichowska (Diecezja Tarnowska) – Sekretarz
- ks. dr Andrzej Lubowicki (diecezja drohiczyńska) – Asystent Generalny KSM

### Krajowa Komisja Rewizyjna KSM
Źródło:
- Sylwia Ciebiera (Diecezja Rzeszowska) – Przewodniczący
- Agnieszka Dzięgielewska (Archidiecezja Gnieźnieńska) – Zastępca Przewodniczącego
- Agata Konkel (Diecezja Pelplińska) – Sekretarz

## Formacja duchowa
Zasadniczym celem Katolickiego Stowarzyszenia Młodzieży jest kształtowanie dojrzałych chrześcijan. Cel ten jest realizowany m.in. poprzez cotygodniowe spotkania formacyjne zastępów, opartych na 7-letnim programie formacyjnym. Formację religijną prowadzoną w tym stowarzyszeniu można nazwać katechizmową lub podstawową. Jest ona realizowana na podstawie praktyk Kościoła. Konspekty zawierają nauki, które nie tylko wyjaśniają młodym elementy wiary, ale też uczą szacunku do Ojczyzny oraz bliźnich. Każda osoba powinna kolejno przejść przez następujące etapy formacji duchowej: 
- I – Kandydat – „Spotkanie z Chrystusem”
- II – Kandydat – „Spotkanie z Kościołem”
- III – Członek junior – „Ja – człowiek”
- IV – Członek junior – „Ja i ty”
- V – Członek zwyczajny – „Ja i my – rodzina”
- VI – Członek zwyczajny – „Ja i my – ojczyzna”
- VII – Członek zwyczajny – „Ja i my – świat”[14]

Konspekty spotkań dla wszystkich diecezji udostępnione są na ogólnopolskiej stronie wspólnoty, tak aby kierownictwa mogły wykorzystywać je w oddziałach parafialnych.

## Symbolika
Godłem stowarzyszenia jest stylizowany znak łączący symbolikę orła i krzyża na żółtym tle. Kolor żółty symbolizuje Kościół katolicki. Kolor biały i czerwony są barwami narodowymi. Kolor niebieski krzyża oznacza wewnętrzną więź z Matką Najświętszą. KSM ma również swoje zawołanie i hymn. Patronami stowarzyszenia są św. Stanisław Kostka i bł. Karolina Kózkówna.

### Hymn Katolickiego Stowarzyszenia Młodzieży[16]
(Układ nawiązuje do tekstu Roty)
Hej do apelu stańmy wraz

Budować Polskę nową!

Ojczyzna wolna wzywa nas

Do pracy ręką głową

Nie wydrze nam jej żaden wróg

Tak nam dopomóż Bóg! (bis)

Młodzieży Polskę nową twórz

Potężną Bogu miłą

Gdy z nami Bóg przeciw nam któż

On jest najwyższą siłą

Zwyciężym znój i stromość dróg

Tak nam dopomóż Bóg! (bis)

Sztandarem naszym będzie Krzyż

Co ojców wiódł do chwały

I nas powiedzie także wzwyż

Gdzie buja orzeł biały

Ojczyźnie spłacim święty dług

Tak nam dopomóż Bóg! (bis)